# Martin Anthamatten

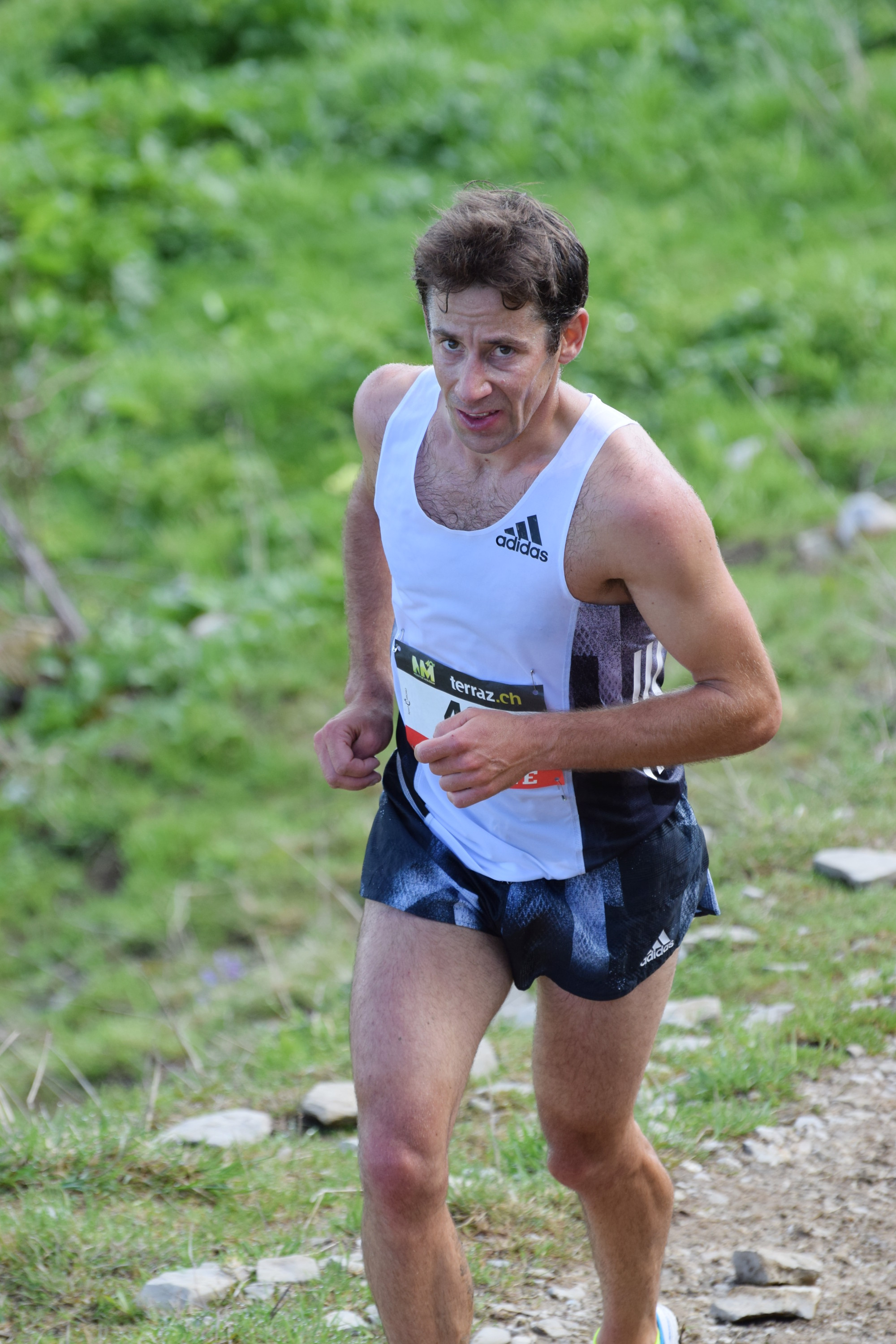
Martin Anthamatten, 2019

Martin Anthamatten  (* 12. September 1984 in Zermatt) ist ein Schweizer Skibergsteiger und Bergläufer. Er hat zwei Brüder Simon und Samuel, die auch als Bergsteiger tätig sind und seine Passion teilen. Anthamatten spielte bis 2005 auch Eishockey auf Nationalliga B-Ebene. Er ist seit 2007 Mitglied der Schweizer Nationalmannschaft Skialpinismus.

## Erfolge (Auswahl)
- 2007:
  - 1. Platz und Rekordzeit beim 6. Gebirgslauf Zermatt-Rothorn
  - 1. Platz der Junioren bei der Schweizer Meisterschaft in Grindelwald
  - 4. Platz bei der Europameisterschaft Skibergsteigen Langdistanz-Einzelrennen, Avoriaz-Morzine
  - 6. Platz bei der Europameisterschaft Vertical Race

- 2008:
  - 2. Platz Weltmeisterschaft Skibergsteigen Staffel (mit Bruchez, Florent Troillet und Didier Moret)
  - 4. Platz bei der Patrouille des Glaciers (mit Ernest Farquet und Jon Andri Willy)
  - 8. Platz beim Weltcup Skibergsteigen, Val d’Aran

- 2010:
  - 1. Platz Patrouille des Glaciers 2010 (mit Florent Troillet und Yannick Ecoeur) mit Streckenrekord.

- 2022:
  - 1. Platz Schlegeis 3000 Skyrace (Skyrunner World Series)

- 2024:
  - 1. Platz Matterhorn Ultraks Extreme (Skyrunner World Series)[2]